# Stadio dei Pirati
Lo Stadio dei Pirati è lo stadio di baseball della città di Rimini.
Di proprietà del Comune di Rimini, lo stadio è situato nei pressi di via Circonvallazione Nuova e via Circonvallazione Ovest, sulla sponda sinistra del fiume Marecchia. Adiacenti al campo principale sono presenti altri due campi più piccoli, dedicati alle attività giovanili.

## Storia

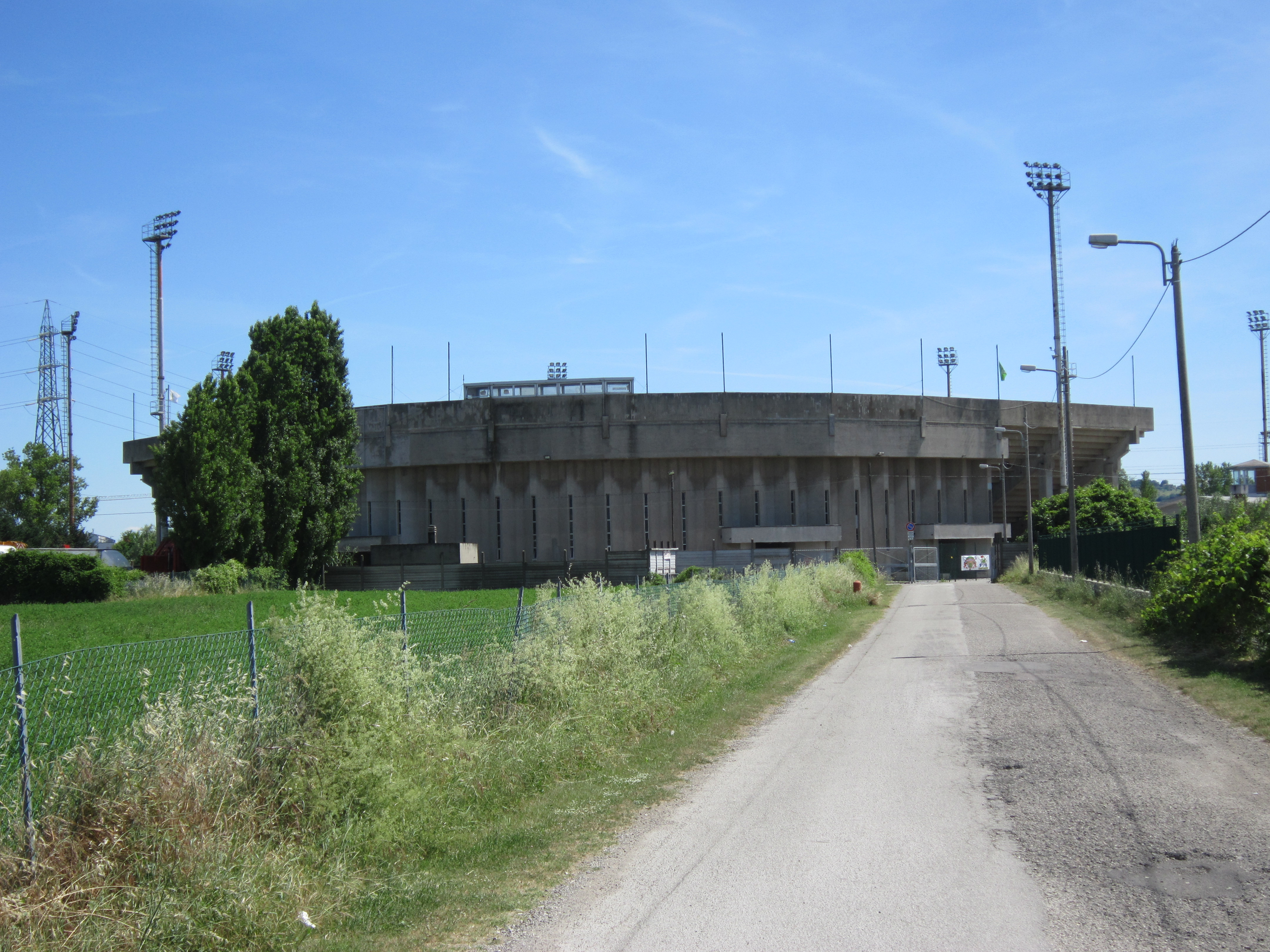
L'esterno dell'impianto nel 2011

La sua inaugurazione risale all'anno 1973: da allora iniziò infatti ad essere la sede abituale degli incontri casalinghi dei Pirati, ovvero la squadra del Rimini Baseball Club che si apprestava a diventare protagonista nel panorama del baseball nazionale e continentale.
Grazie anche all'intervento di Cesare "Rino" Zangheri, storico patron del Rimini Baseball, è sotto la direzione tecnica dell’ingegnere Cilio Giovanni, furono eseguiti alcuni importanti interventi, tra i quali la realizzazione di nuove tribune e dell'impianto di illuminazione. Questi lavori permisero allo stadio di essere (insieme a Bologna e Parma) sede nel 1978 del primo campionato mondiale di baseball che si sia disputato in Italia. Durante questa manifestazione, la sfida riminese tra Italia e Stati Uniti ha attirato un pubblico stimata tra le 8 e le 10.000 persone.
Successivamente, la struttura è stata nuovamente designata per ospitare partite di altri due campionati mondiali, rispettivamente nelle edizioni del 1988 e del 1998. Per questa ragione, in passato lo stadio aveva assunto la denominazione di Mondiale.
Nel corso dei decenni, su questo campo hanno giocato i migliori giocatori del baseball italiano. Sotto la presidenza di Zangheri, infatti, il Rimini Baseball riuscì a vincere 13 scudetti, oltre che 3 Coppe dei Campioni in campo europeo.
Zangheri, ottantacinquenne, ha ceduto la società prima della stagione 2018, ma dopo una sola annata la nuova proprietà non ha più iscritto la squadra ad alcun campionato FIBS. Negli anni immediatamente seguenti, la gestione dello stadio è stata oggetto di una battaglia legale tra la proprietà del club e il comune di Rimini.
Lo Stadio dei Pirati è tornato ad ospitare gare di Serie A in occasione della stagione 2022, quando la risoluzione di alcune questioni burocratiche ha permesso al New Rimini (società al suo secondo anno di esistenza composta prevalentemente da giovani giocatori locali) di giocare qui per la prima volta, dopo un anno di "esilio" a Riccione.